# Барон Малгрейв

Герб маркізів Норменбі.

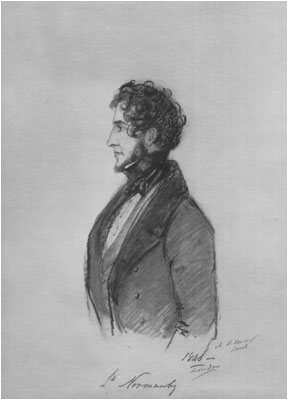
Костянтин Фіппс — І маркіз Норменді. Малюнок.

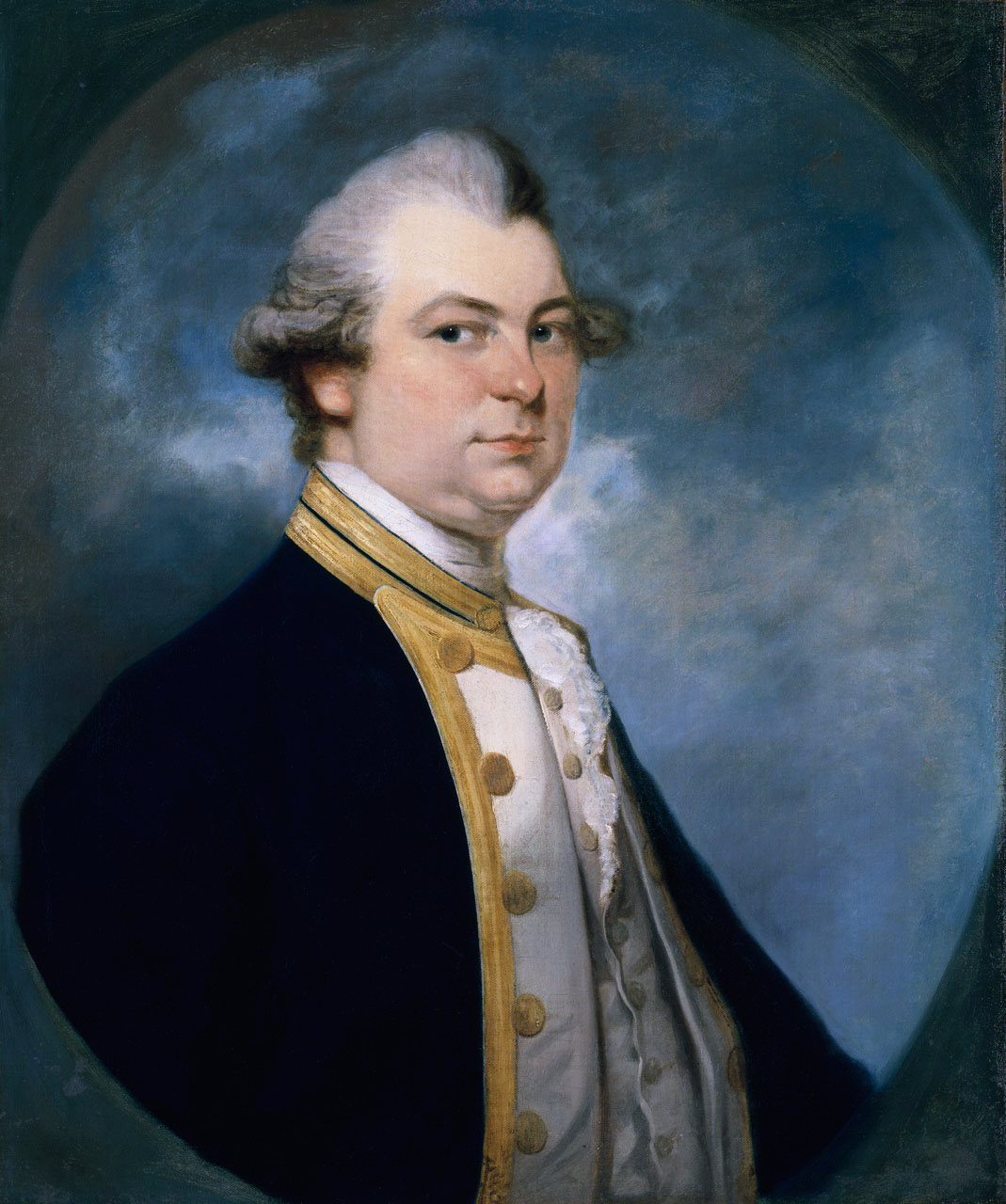
Костянтин Джон Фіппс — ІІ барон Малгрейв.

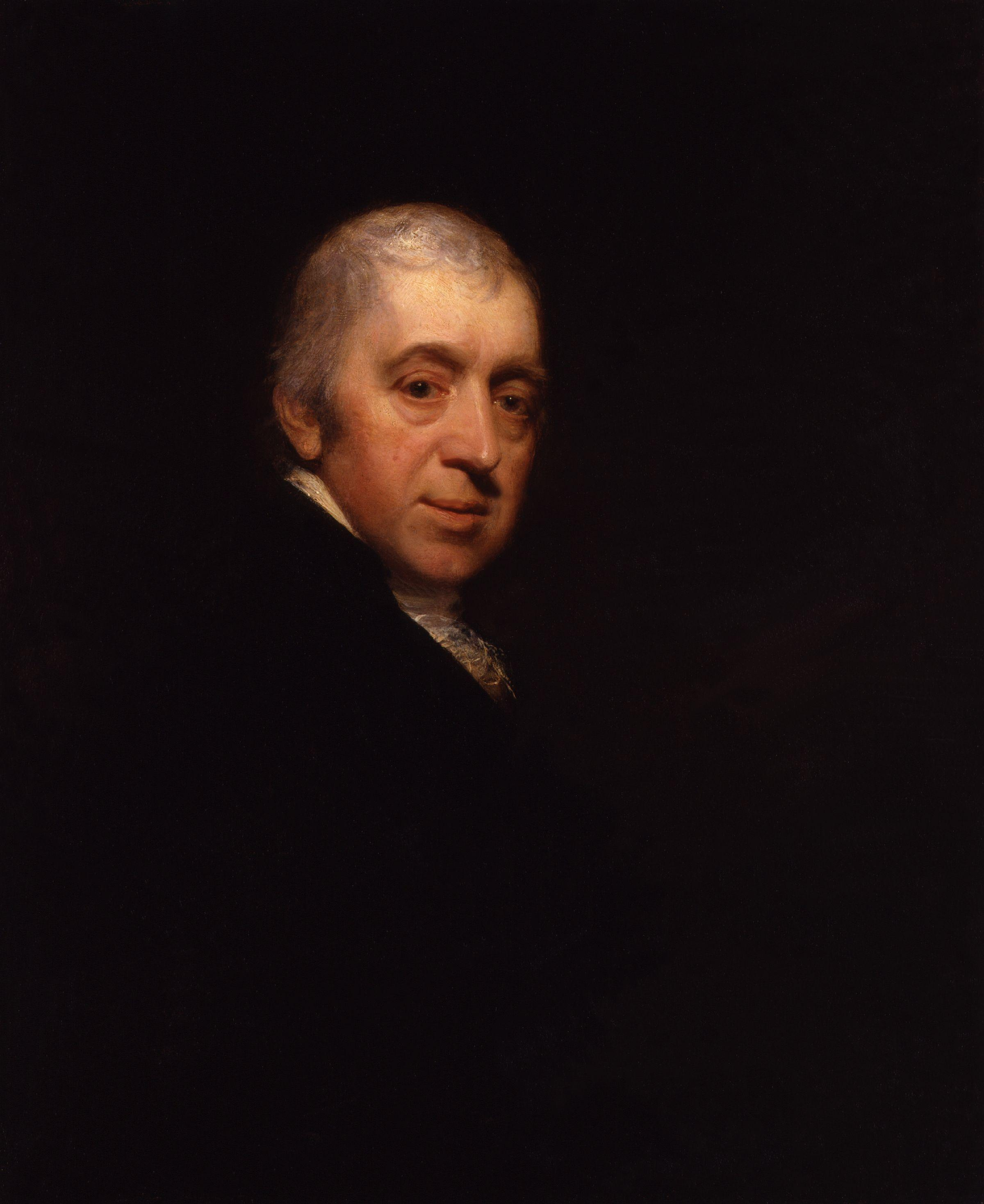
Генерал Генрі Фіппс — І граф Малгрейв.

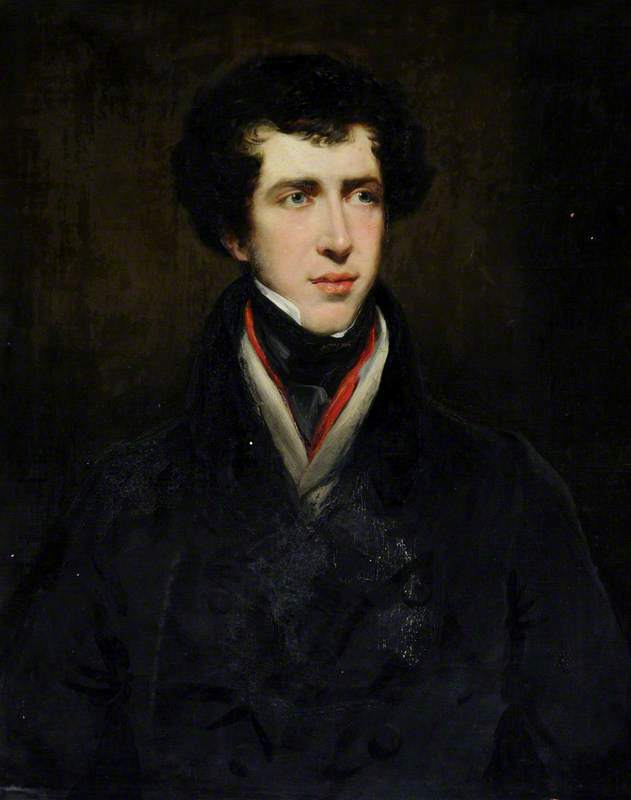
Костантин Фіппс — І маркіз Норменбі.

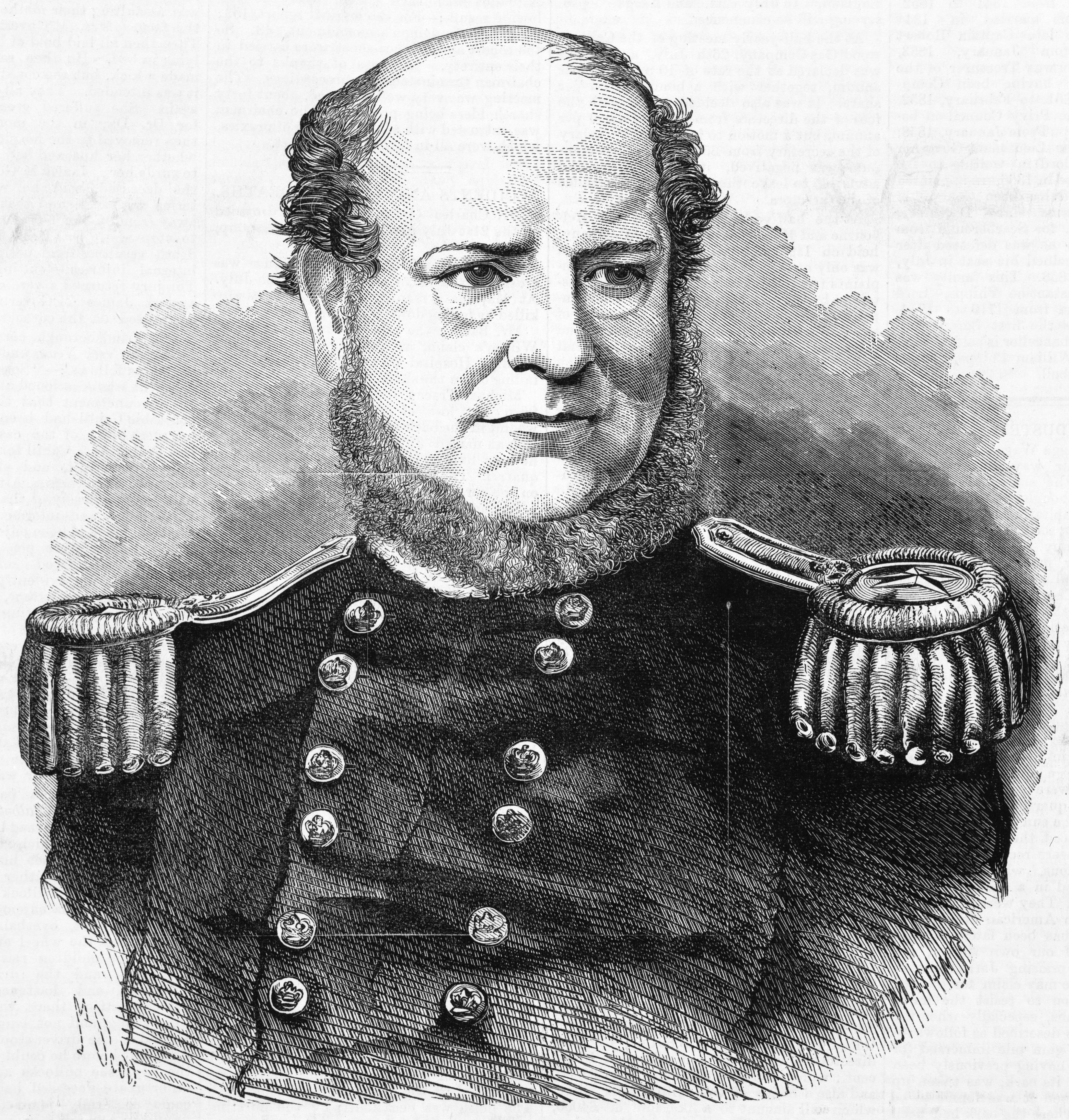
Джордж Август Костянтин Фіппс — ІІ маркіз Норменбі.

Маркіз Норменбі (англ. Marquess of Normanby) — аристократичний титул в Англії та Великій Британії. В Ірландії маркізи Норменбі володіли титулом баронів Малгрейв.

## Історія маркізів Норменді та баронів Малгрейв
Титул маркіза Норменбі був створений один раз в Англії та один раз у Великій Британії. Вперше титул маркіза Норменбі був створений в 1694 році в Англії для Джона Шеффілда — III графа Малгрейв. Він був відомим політиком партії торі в часи пізніх Стюартів. Він служив королеві Анні як лорд Таємної ради печатки та як лорд-президент Таємної ради. У 1703 році його було нагороджено титулами герцога Бакінгем та Норменбі.
Вдруге титул маркіза Норменбі був створений в Об'єднаному Королівстві Великої Британії та Ірландії 25 червня 1838 року для Костянтина Фіппса — II графа Малгрейв. Він був відомим політиком, служив лорд-лейтенантом Ірландії та міністром внутрішніх справ. Його прадід Вільям Фіппс одружився з леді Кетрін Еннеслі, що була дочкою і спадкоємицею Джеймса Еннеслі — III графа Англсі та його дружини леді Кетрін Дарнлі — позашлюбної дочки короля Англії, Шотландії та Ірландії Якова (Джеймса) II та його коханки Кетрін Седлі — графині Дорчестер. Пізніше Кетрін Дарнлі одружилась з Джоном Шеффілдом — І герцогом Бакінгем та Норманбі. Отже, Костянтин Фіпп — II граф Малгрейв був родичем І герцога Бакінгем та Норманбі. Після смерті Костянтина Фіппа — І маркіза Норманбі титул успадкував його син, що став II маркізом Норманбі. Він був політиком, лібералом, отримав посаду губернатора Нової Зеландії. Його онук — IV маркіз Норманбі отримав посаду лорда праці у 1945 році, потім отримав посаду лорд-лейтенанта Північного Райдінгу (Йоркшир) та Північного Йоркширу.
На сьогодні титулом маркіза Норманбі володіє син IV маркіза — V маркіз Норманбі. Він отримав цей титул в 1994 році. Він теж служив у Палаті Лордів до 1999 року.
Резиденцією маркізів Норманбі є замок Малгрейв, що біля Вітбі (Північний Йоркшир).

## Маркізи Норманбі, перше створення титулу (1694)

### Барони Шеффілд (1547)
- Едмунд Шеффілд (1521—1549) — I барон Шеффілд
- Джон Шеффілд (бл. 1538—1568) — II барон Шеффілд
- Едмунд Шеффілд (бл. 1564—1646) — III барон Шеффілд (нагороджений титулом граф Малгрей у 1626 році)

### Графи Малгрейв (1626)
- Едмунд Шеффілд (бл. 1564—1646) — I граф Малгрейв
- Едмунд Шеффілд (1611—1658) — II граф Малгрейв
- Джон Шеффілд (1647—1721) — III граф Малгрейв (нагороджений титулами маркіз Норманбі у 1694 році та герцог Бакінгем та Норманбі у 1703 році)

### Герцоги Бакінгемські та Норманбі (1703)
- Джон Шеффілд (1648—1721) — I герцог Бакінгемський і Норманбі
- Джон Шеффілд (1710) — маркіз Норманбі
- Роберт Шеффілд (1711—1714) — маркіз Норманбі
- Едмунд Шеффілд (1716—1735) — II герцог Бакінгем і Норманбі

## Барони Малгрейв, перше створення титулу (1767)
- Костянтин Фіппс (1722—1775) — I барон Малгрейв
- Костянтин Джон Фіппс (1744—1792) — II барон Малгрейв, І барон Малгрейв (створений титул барон Малгрей у 1790 році; титул зник після його смерті)
- Генрі Фіппс (1755—1831) — III барон Малгрейв, І барон Малгрейв (створений титул барон Малгрейв у 1794 році та створені титули віконт Норманбі та граф Малгрейв у 1812 році)

## Графи Малгрейв, друге створення титулу (1812)
- Генрі Фіппс (1755—1831) — I граф Малгрейв, I віконт Норманбі, III барон Малгрейв, I барон Малгрейв
- Костянтин Генрі Фіппс (1797—1863) — II граф Малгрейв, II віконт Норманбі, IV барон Малгрейв, II барон Малгрейв (створений титул маркіз Норманбі у 1838 році)

## Маркізи Норманбі, друге створення титулу (1838)
- Костянтин Генрі Фіппс (1797—1863) — I маркіз Норманбі, II граф Малгрейв, II віконт Норманбі, IV барон Малгрейв, II барон Малгрейв
- Джордж Август Костянтин Фіппс (1819—1890) — II маркіз Норманбі, III граф Малгрейв, III віконт Норманбі, V барон Малгрейв, III барон Малгрейв
- Костянтин Чарльз Генрі Фіппс (1846—1932) — III маркіз Норманбі, IV граф Малгрейв, IV віконт Норманбі, VI барон Малгрейв, IV барон Малгрейв
- Освальд Костянтин Джон Фіппс (1912—1994) — IV маркіз Норманбі, V граф Малгрейв, V віконт Норманбі, VII барон Малгрейв, V барон Малгрейв
- Костянтин Едмунд Вальтер Фіппс (нар. 1954) — V маркіз Норманбі, VI граф Малгрейв, VI віконт Норманбі, VIII барон Малгрейв, VI барон Малгрейв

Спадкоємцем титулу є син теперішнього власника титулу — Джон Семюел Костянтин Фіппс — граф Малгрейв (нар. 1994).